# 지오프리 온예마
지오프리 지데오포르 쿠시케 온예마(영어: Geoffrey Jideofor Kwusike Onyeama, 1956년 2월 2일 ~ )는 나이지리아의 외무부 장관이다. 2015년 11월 모하마두 부하리 대통령에 의해 나이지리아 외무장관으로 임명되었다.

## 어린 시절 및 교육
온예마는 나이지리아 출신의 법학자 찰스 온예마의 가정에서 태어났다. 그는 문학사 학위를 가지고 있다.1977년 뉴욕 컬럼비아 대학교에서 정치학 학사 학위를 취득했다. 1980년 케임브리지 세인트 존스 칼리지에서 법학 학위를 받았다. 그는 법학 석사 학위를 가지고 있다. 1982년 런던 정치경제대학교에서 석사학위를 받았다. 1984년 케임브리지 세인트 존스 칼리지에서 법학 박사 학위를 받았다. 온예마는 1983년 나이지리아 대법원의 변호사 자격을 얻었고 1981년 그레이스 인의 영국 변호사 자격을 얻었다.

## 경력
온예마는 1983년부터 1984년까지 나이지리아 법 개혁 위원회 라고스에서 연구관으로 경력을 쌓기 시작했다. 1984년부터 1985년까지 나이지리아 에누구의 모그보 앤드 어소시에이츠에서 변호사로 일했다. 1985년 세계 지식 재산권 기구(WIPO) 아프리카 및 서아시아 개발협력 및 대외관계 프로그램 담당 보좌관으로 가입했다. 그는 2009년 WIPO의 직급을 거쳐 개발 부문 부국장이 되었다. 2015년 11월 모하마두 부하리 대통령에 의해 나이지리아 외무장관으로 임명되었다.

## 사생활
온예마는 기혼자이며, 세 명의 자녀가 있다. 현재 그의 아내는 술롤라이며, 온예마는 두 명의 자녀를 두고 있다. 온예마는 크리스찬 오노의 딸 누조 오노와 결혼하여 온예마의 첫째 딸 캔디스 온예마를 두었다.
2020년 7월 19일, 온예마는 COVID-19 양성 판정을 받은 후 격리되었다. 2020년 8월 말, 온예마는 COVID-19 코로나바이러스 질병에서 회복하여 나이지리아 외무부 장관으로 복귀하였다.